# Sharks Sports and Entertainment
Sharks Sports and Entertainment, Inc. (SSE) (tidigare Silicon Valley Sports and Entertainment och San Jose Sports & Entertainment Enterprises),  är ett amerikanskt bolag som äger och driver ishockeylagen San Jose Sharks i National Hockey League (NHL) och San Jose Barracuda i American Hockey League (AHL) samt har driftsansvar för inomhusarenan SAP Center at San Jose och San Jose Sharks träningsanläggning Sharks Ice at San Jose.
Bolaget bildades 2000 som Silicon Valley Sports and Entertainment av San Jose Sharks dåvarande president och vd Greg Jamison när minoritetsägaren Gordon Gund och majoritetsägaren George Gund III ville koncentrera sitt ägarskap av San Jose Sharks i ett enskilt bolag. 2002 valde George Gund III att avsäga sig sitt majoritetsägarskap och sålde av sitt innehav till ett konsortium som bestod av 30 investerare, däribland Hasso Plattner, som är majoritetsägare sedan 2010 och har de senaste åren aggressivt köpt ut minoritetsägare, och leddes av just Jamison.
Mellan 2007 och 2009 hade SSE och San Jose Sharks ett samarbetsprojekt med det kinesiska ishockeyförbundet och ishockeylaget China Dragon (då China Sharks) och i ett senare skede även med det kinesiska herrishockeylandslaget.
De hade även affärsintressen i fotbollsklubben San Jose Earthquakes i Major League Soccer (MLS) som minoritetsägare och var majoritetsägare för tennisklubben The Racquet Club of Memphis och var ägaren till tennisturneringen SAP Open. De äger också tennisturneringarna Regions Morgan Keegan Championships and the Cellular South Cup, men SSE har som avsikt att sälja av dessa.